# Pandionidae
Famille
Genre

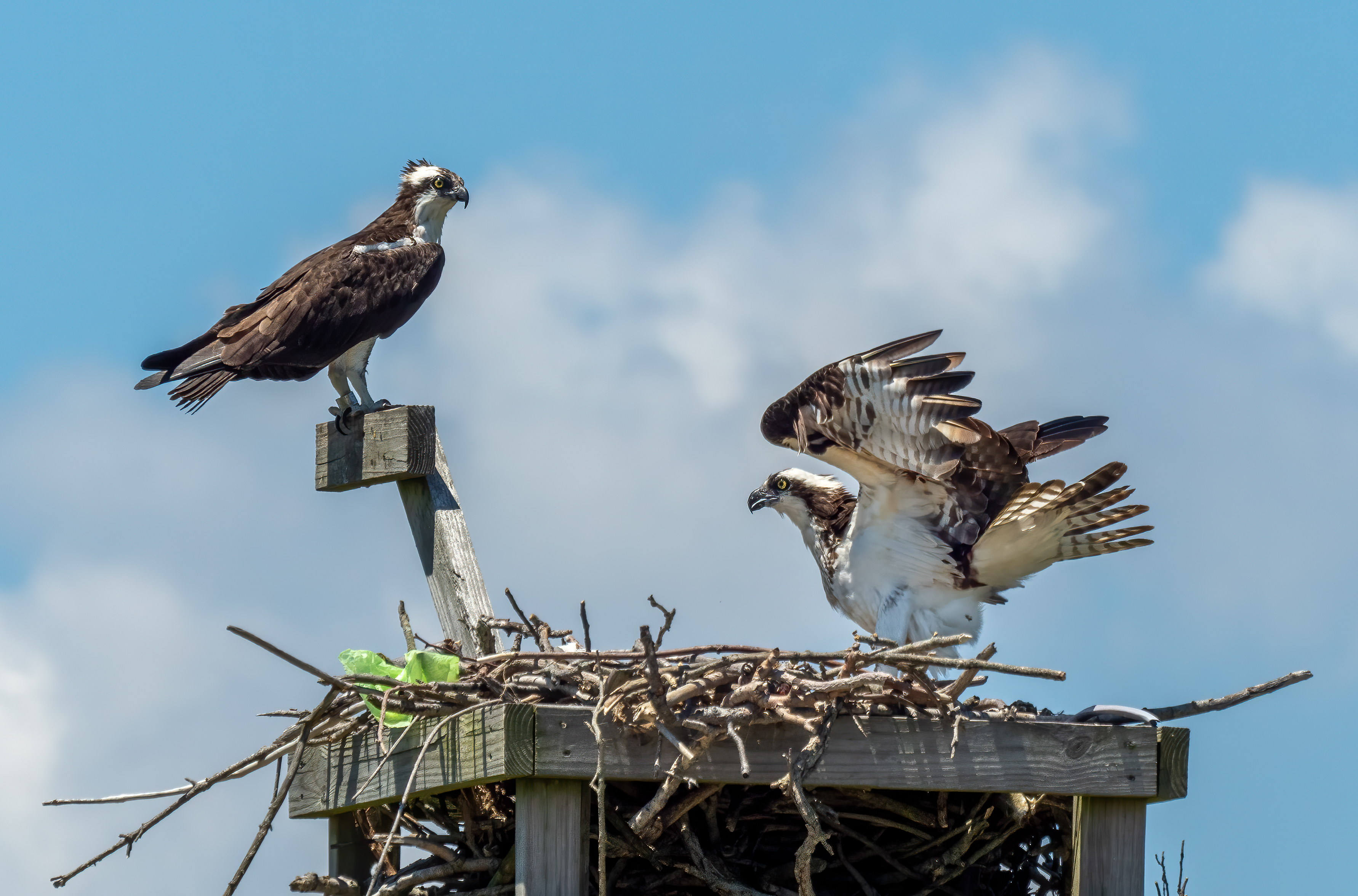
Balbuzards sur une plateforme à Sandy Hook (New Jersey), États-Unis. Mai 2021.

Les Pandionidae (ou pandionidés en français) sont une famille de rapaces constituée du seul genre Pandion et de deux espèces actuelles.

## Liste des espèces
D'après la classification de référence (version 5.1, 2015) du Congrès ornithologique international (ordre phylogénique) :
- Pandion haliaetus – Balbuzard pêcheur
- Pandion cristatus – Balbuzard d'Australie

Le 14 juin 2022, l'Union internationale des ornithologues décide de fusionner les deux espèces en une seule.
- Pandion haliaetus (Linnaeus, 1758) – Balbuzard pêcheur.